# 蕭賁 (文學家)
蕭賁（？—552年），字文奐，南蘭陵郡蘭陵縣（今江蘇省常州市武進區）人，南朝梁文學家、政治人物，為齊武帝之孫巴陵王蕭昭冑之子。

## 生平
蕭賁身材短小，不足六尺，但卻學識淵博、為人耿直，起家擔任湘東王蕭繹軍府的法曹參軍時，受到一府同僚的賞識。
太清二年（548年），侯景之亂爆發，鎮西將軍、荊州刺史、湘東王蕭繹率兵勤王，但停留在武成後不再進軍。不久，梁武帝下敕讓勤王的諸宗室班師，蕭繹因此準備返回荊州的治所江陵。時任鎮西中記室參軍的蕭賁向府主蕭繹勸諫說：“景以人臣舉兵向闕，今若放兵，未及度江，童子能斬之，必不為也。大王以十萬之師，未見賊而退，若何！”蕭繹聽聞此話後頗為不悦。一向耿直的蕭賁也每每憤恨府主不入援建康城的行為。
太清三年（549年），建康城被侯景攻陷，蕭繹奉詔承制。太清六年（552年），蕭繹發佈歷數侯景之罪的檄文，並傳告四方，其中寫道“偃師南望，無復儲胥露寒，河陽北臨，或有穹廬氈帳”。蕭賁讀到檄文中的這句話時，說：「聖製此句，非為過似，如體目朝廷，非關序賊。」蕭繹聽聞蕭賁所言後大怒，將其收付監獄餓死。蕭賁餓死後，蕭繹又追戮其尸，並作《懷舊傳》以抨擊蕭賁往日的言行，其中極盡誣毀之詞。

## 學識
蕭賁幼時即好學，有文才，能書善畫。曾經在扇子上畫山水，所畫山水非常傳神，讓人在咫尺之內便已感受到萬里之遙。但蕭賁為人卻頗為矜慎，作畫僅為自娛，並不傳以示人。

## 著作
- 《西京雜記》六十卷
- 《辯林》二十卷[3]